# Бараново (Владимирский сельсовет)
Бара́ново  — деревня в Воскресенском районе Нижегородской области. Входит в состав Владимирского сельсовета.
Имеет длинные улицы:Московскую, Советскую, Новую в два порядка домов.. Находится в 14 километрах  от административного центра сельсовета — села Владимирского.
По данным на 1999 год, численность населения составляла 191 чел.

## География
Деревня расположена примерно в километре от автодороги K18  Нижний Новгород — Воскресенское, которая ответвляется в деревне Боковая на Воскресенское направление от региональной автодороги Р159.